# Diocese de Coroatá
A Diocese de Coroatá (Dioecesis Coroatensis), é uma circunscrição eclesiástica da Igreja Católica Apostólica Romana, criada no dia 26 de agosto de 1977 através da bula Qui benevolentissimi Dei, do Papa Paulo VI, desmembrada da Arquidiocese de São Luís do Maranhão. É presidida por Dom Sebastião Bandeira Coelho, teve como primeiro Bispo Dom Reinaldo Ernst Heribert Pünder até 2011.

## Administração
Tem como Sé, a Catedral Diocesana Nossa Senhora da Piedade em Coroatá, Maranhão, e abrange as seguintes cidades:
Alto Alegre do Maranhão, Anajatuba, Arari, Cantanhede, Codó, Coroatá, Itapecuru-Mirim, Matões do Norte, Miranda do Norte, Nina Rodrigues, Peritoró, Pirapemas, Presidente Vargas, São Mateus do Maranhão, Timbiras, Vargem Grande.

## Bispo
|                 | Nome                      | Período    | Notas  |
| Bispos          | Bispos                    | Bispos     | Bispos |
| --------------- | ------------------------- | ---------- | ------ |
| 2º              | Sebastião Bandeira Coelho | 2011-atual |        |
| 1º              | Reinhard Pünder           | 1978-2011  |        |
| Bispo-coadjutor |                           |            |        |
|                 | Sebastião Bandeira Coelho | 2010-2011  |        |